# Vranová
Vranová (en allemand : Wranowa) est une commune du district de Blansko, dans la région de Moravie-du-Sud, en République tchèque. Sa population s'élevait à 383 habitants en 2020.

## Géographie
Vranová se trouve à 23 km au nord-ouest de Blansko, à 41 km au nord de Brno et à 161 km au sud-est de Prague.
La commune est limitée par Křetín au nord-ouest, par Lazinov au nord-est, par Letovice à l'est et au sud, et par Sulíkov au sud-ouest.

## Histoire
La première mention écrite du village date de 1398.